# TV Spielfilm
TV Spielfilm è una guida di programmi televisivi tedesca a pubblicazione bisettimanale che è stata pubblicata regolarmente dal 1990.
Fino al 2005, il gruppo editoriale Verlagsgruppe Milchstrasse era l'editore della rivista fino a quando è stata rilevata da Hubert Burda Media.